# Prefectura de Okayama
La prefectura de Okayama (岡山県 Okayama-ken?) está ubicada en la región de Chūgoku, sobre la isla de Honshu, en Japón. La capital es la ciudad de Okayama.

## Geografía

### Ciudades
- Akaiwa
- Asakuchi
- Bizen
- Ibara
- Kasaoka
- Kurashiki
- Maniwa
- Mimasaka
- Niimi
- Okayama (capital)
- Setouchi
- Sōja
- Takahashi
- Tamano
- Tsuyama

### Pueblos y villas
Estos son los pueblos y villas de cada distrito:
- Distrito de Aida
  - Nishiawakura
- Distrito de Asakuchi
  - Satoshō
- Distrito de Kaga
  - Kibichūō
- Distrito de Katsuta
  - Nagi
  - Shōō
- Distrito de Kume
  - Kumenan
  - Misaki
- Distrito de Maniwa
  - Shinjō
- Distrito de Oda
  - Yakage
- Distrito de Tomata
  - Kagamino
- Distrito de Tsukubo
  - Hayashima
- Distrito de Wake
  - Wake

## Miscelánea
El circuito de Okayama es un autódromo que ha albergado al Gran Premio del Pacífico de Fórmula 1 en 1994 y 1995, y actualmente recibe fechas de la Fórmula Nippon, el Super GT Japonés, el Campeonato Mundial de Turismos y el D1 Grand Prix.